# Камский (Верхнекамский район)
Ка́мский — посёлок сельского типа в Верхнекамском районе Кировской области России. Административный центр Камского сельского поселения.

## География
Посёлок находится на северо-востоке Кировской области, в северо-восточной части Верхнекамского района, на правом берегу реки Камы. Абсолютная высота — 171 метр над уровнем моря. Расстояние до районного центра (города Кирс) — 92 км. Ближайшие населённые пункты — Перерва, Тупрунка, Кай.

## Население
По данным всероссийской переписи 2010 года, численность населения посёлка составляла 424 человека (мужчины — 209, женщины — 215).

## История
Посёлок был основан в 1946 году. В первые годы в посёлке постоянно проживало до 200 человек и до 1000 сезонных рабочих, занятых на заготовке леса. В 1951 году был открыт леспромхоз, первоначально называвшийся Перервинским (до этого в Камском был участок Кайского леспромхоза). В 1952 году был образован Камский сельсовет. В посёлке были построены неполная средняя школа, клуб и библиотека. Наибольшего расцвета посёлок достиг в конце 1960-х — начале 1970-х годов (в 1969 году число жителей достигало 2,5 тысяч человек). Были построены электростанция, новое здание школы, стадион, больница, поликлиника и аэропорт. В 1980-х годах начался спад производства, вызванный истощением запасов леса. Люди стали покидать посёлок. В 1994 году число жителей посёлка сократилось до 1000 человек, аэропорт был закрыт.

## Инфраструктура
В Камском имеются детский сад, основная общеобразовательная школа (МКОУ ООШ п. Камский), больница, а также леспромхоз (Верхнекамский ЛПХ).
Улицы посёлка: Ворошилова, Гагарина, Горького, Дзержинского, Комсомольская, Ленина, Лесная, Мира, Октябрьская, Профсоюзная, Советская, Энгельса.

## Фотогалерея

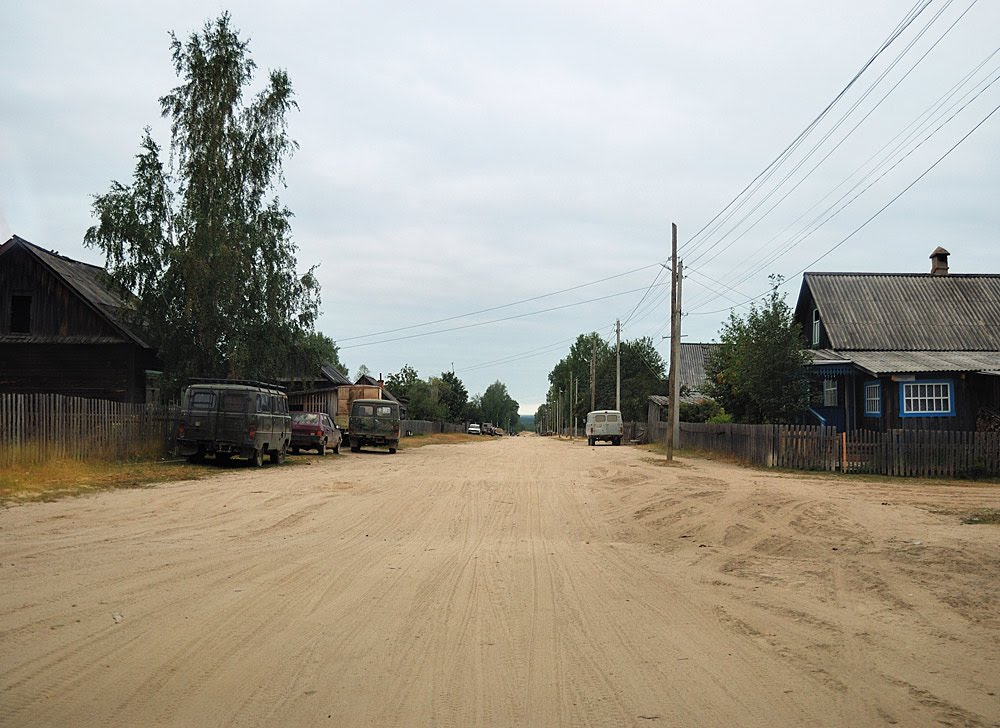
Камский
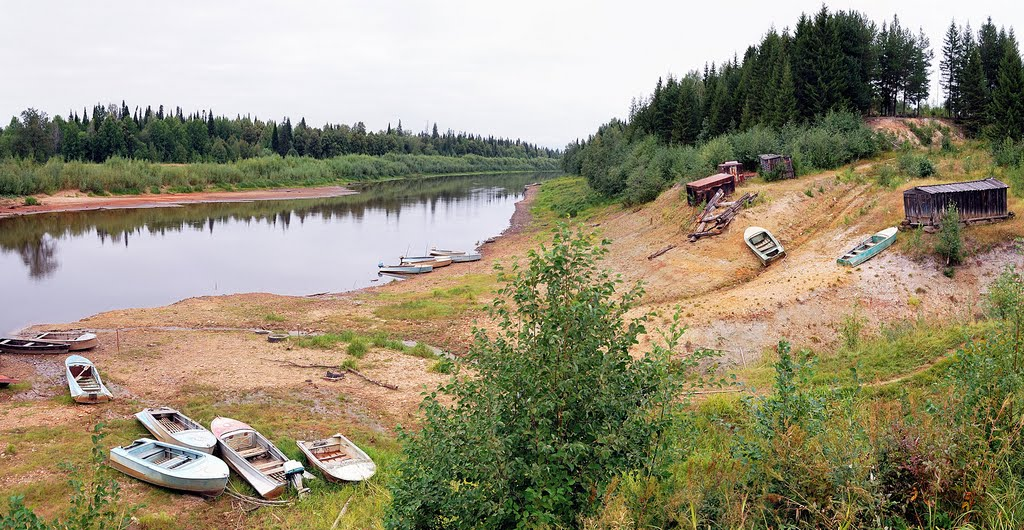
Камский
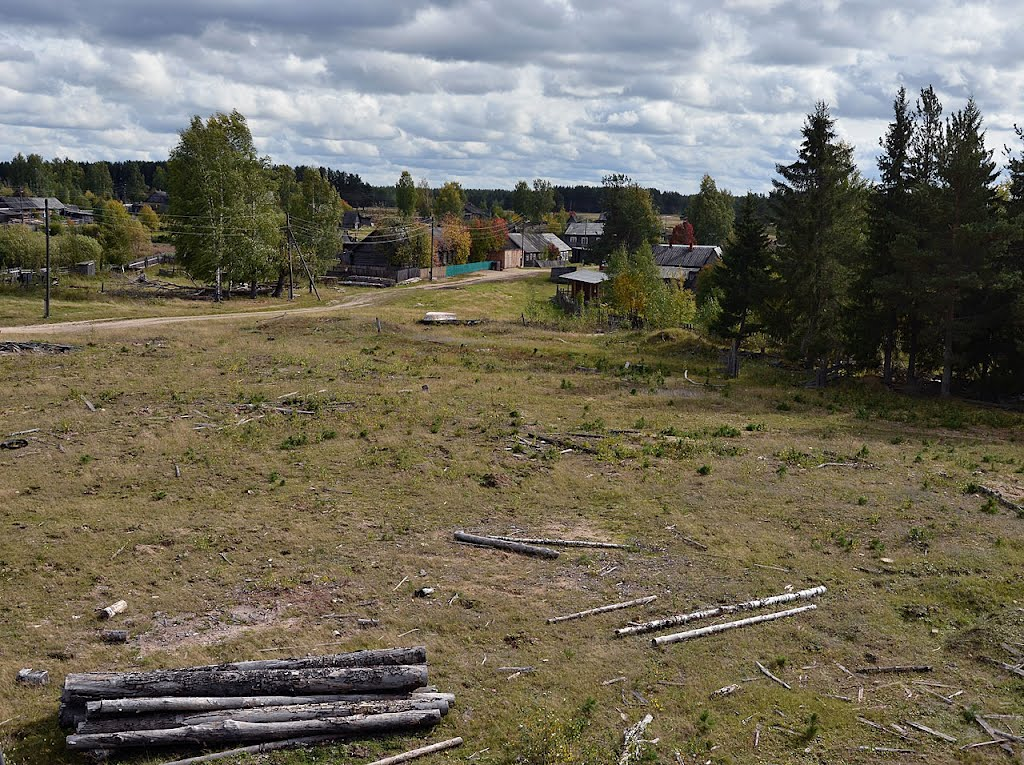
Камский